# Charles Stark Draper
Charles Stark "Doc" Draper (Windsor (Missouri), 2 oktober 1901 – Cambridge (Massachusetts), 25 juli 1987) was een Amerikaans wetenschapper, technicus en uitvinder. Hij is vooral bekend van zijn werk van navigatie en gyroscopische instrumenten. Hij was de oprichter en directeur van het Instrumentatie Laboratorium van het Massachusetts Institute of Technology (MIT), in 1973 afgescheiden als het Charles Draper Laboratorium. Dit kenniscentrum maakte de Apollo-maanlandingen mogelijk door het ontwerp van de Apollo Guidance Computer voor de NASA.

## Biografie
Draper bezocht vanaf 1917 de Universiteit van Missouri om twee jaar later over te stappen naar de Stanford-universiteit waar hij psychologie studeerde. In 1922 verkreeg hij er zijn bachelorgraad (B.A.). Op weg naar Harvard kwam hij terecht in Cambridge en besloot zich als student in te schrijven bij MIT, waar hij achtereenvolgens zijn Bachelor of Science (1926), zijn Master of Science (1928) en zijn Doctor of Science (1938) behaalde.
Aansluitend was hij aan MIT werkzaam als universitair docent en in 1939 werd hij er benoemd tot hoogleraar in de luchtvaarttechniek. Zijn interesse in vliegtuigen beïnvloedde in grote mate zijn onderzoek. Zo bracht hij grote verbeteringen aan in navigatieapparatuur en gyroscopische instrumentatie ten behoeve van de luchtvaart. Dit werk leidde uiteindelijk tot de oprichting van het MIT Instrumentatie Laboratorium in 1940. Via dit laboratorium speelde Draper een cruciale rol in de verbetering van navigatietechnologie gedurende de Tweede Wereldoorlog.
In 1961 verkregen Draper en zijn Instrumentatie Lab het eerste contract van het Apolloprogramma om mensen naar te maan te brengen, nadat dit door president John F. Kennedy was aangekondigd op 25 mei dat jaar. Dit leidde tot de creatie van de Apollo Guidance Computer, een 1 kubieke voet grote computer die de navigatie en besturing verzorgde van de Lunar Excursion Module op negen ruimtemissies, waarvan er zes op het maanoppervlak landden.
Tot januari 1970 doceerde en voerde Draper onderzoek uit aan MIT. Voor zijn veelvoudige uitvindingen en wetenschappelijke bijdragen werd hij in 1981 opgenomen in de National Hall of Fame.

## Erkenning
Draper was lid van de U.S. National Academy of Engineering van de National Academy of Science en van de Franse Académie des sciences. Hij diende als voorzitter van de International Academy of Astronautics, was lid van de American Physical Society (APS), de American Academy of Arts and Sciences (AAAS), de American Society of Mechanical Engineers (ASME) en het Institute of Electrical and Electronics Engineers (IEEE).
Draper ontving meer dan zeventig eerbewijzen en prijzen, waaronder de Howard N. Potts Medal in 1960, de National Medal of Science van president Lyndon B. Johnson in 1964, de ASME's Rufus Oldenburger Medal in 1971 en de Robert H. Goddard Trophy in 1978.
Ter ere van hem besloot het National Academy of Engineering in 1988 de Charles Stark Draper Prize in te stellen. Deze prijs, die jaarlijks wordt uitgereikt en bestaat uit 500.000 dollar, een gouden medaille en een handgeschreven certificaat, is gericht op de "increase public understanding of the contributions of engineering and technology to the welfare and freedom of humanity".